# Berthold Lubetkin
Pour les articles homonymes, voir Lubetkin.
Berthold Romanovitch Lubetkin (14 décembre 1901 — 23 octobre 1990) est un architecte britannique, d'origine russe géorgienne puis émigré au Royaume-Uni, qui y apporte le modernisme dans les années 1930. 

## Débuts
Né à Tbilissi en Géorgie dans une famille d'origine juive, Lubetkin étudie à Moscou et Petrograd où il assiste à la Révolution russe de 1917 et s'initie au constructivisme à la fois en participant aux festivals de rue et comme étudiant à la Vkhoutemas.
Dans les années 1920 Lubetkin travaille à Paris en partenariat avec Jean Ginsberg avec qui il dessine un immeuble avenue de Versailles. Là, il s'associe aussi aux personnalités européennes d'avant-garde comme Le Corbusier. Il continue à participer aux débats sur le Constructivisme, dessinant un pavillon de commerce pour l'URSS à Bordeaux et en concourant pour le palais des Soviets, voyant d'ailleurs son projet présélectionné.

## Tecton dans les années 1930

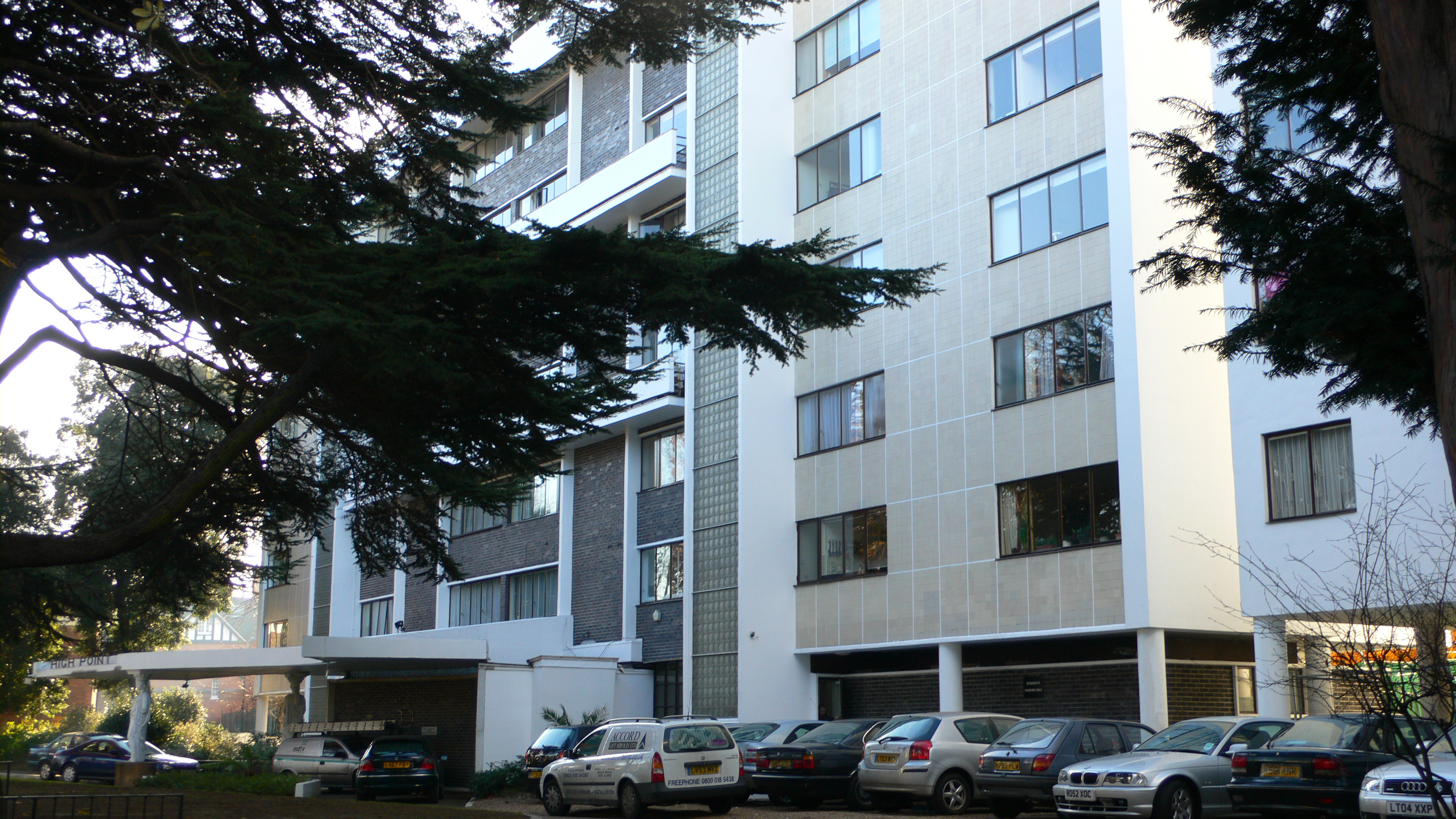
Highpoint Two

Émigré politique à Londres en 1931, Lubetkin fonde l'agence d'architecture Tecton. Parmi les tout  premiers projets de l'agence il construit les pavillons emblématiques du zoo de Londres avec la maison des gorilles et une piscine pour les manchots (nettement influencée par Naum Gabo). Tecton reçoit aussi du zoo de Londres la commande de bâtiments pour leur réserve à Whipsnade et l'aménagement d'un nouveau zoo à Dudley dans les Midlands de l'Ouest. Le zoo de Dudley se compose de douze enclos pour animaux et est un exemple unique de Modernisme au Royaume-Uni. Tous les enclos d'origine existent encore, sauf la piscine des manchots qui a été démolie en 1979. Selon la 20th Century Society : « se retrouver dans les pavillons ludiques de Dudley est un appel à se remémorer la plus grande vocation de toute l'architecture, pas seulement la satisfaction des besoins matériels mais aussi le désir d'inspiration et le plaisir. »
Les projets de logements de Tecton comprennent des maisons privées à Sydenham et Plumstead au sud de Londres, et surtout les célèbres appartements de Highpoint à Highgate. Highpoint 1 est remarqué par Le Corbusier qui en fait l'éloge, tandis que Highpoint 2 fait preuve d'un style plus surréaliste, avec les façades à motifs et des cariatides à l'entrée. Lubetkin et Tecton s'impliquent dans le MARS group (Modern Architectural Research Group), jusqu'à ce qu'ils fondent l'Architects and Tecnnicians Organisation plus radicale en 1936.

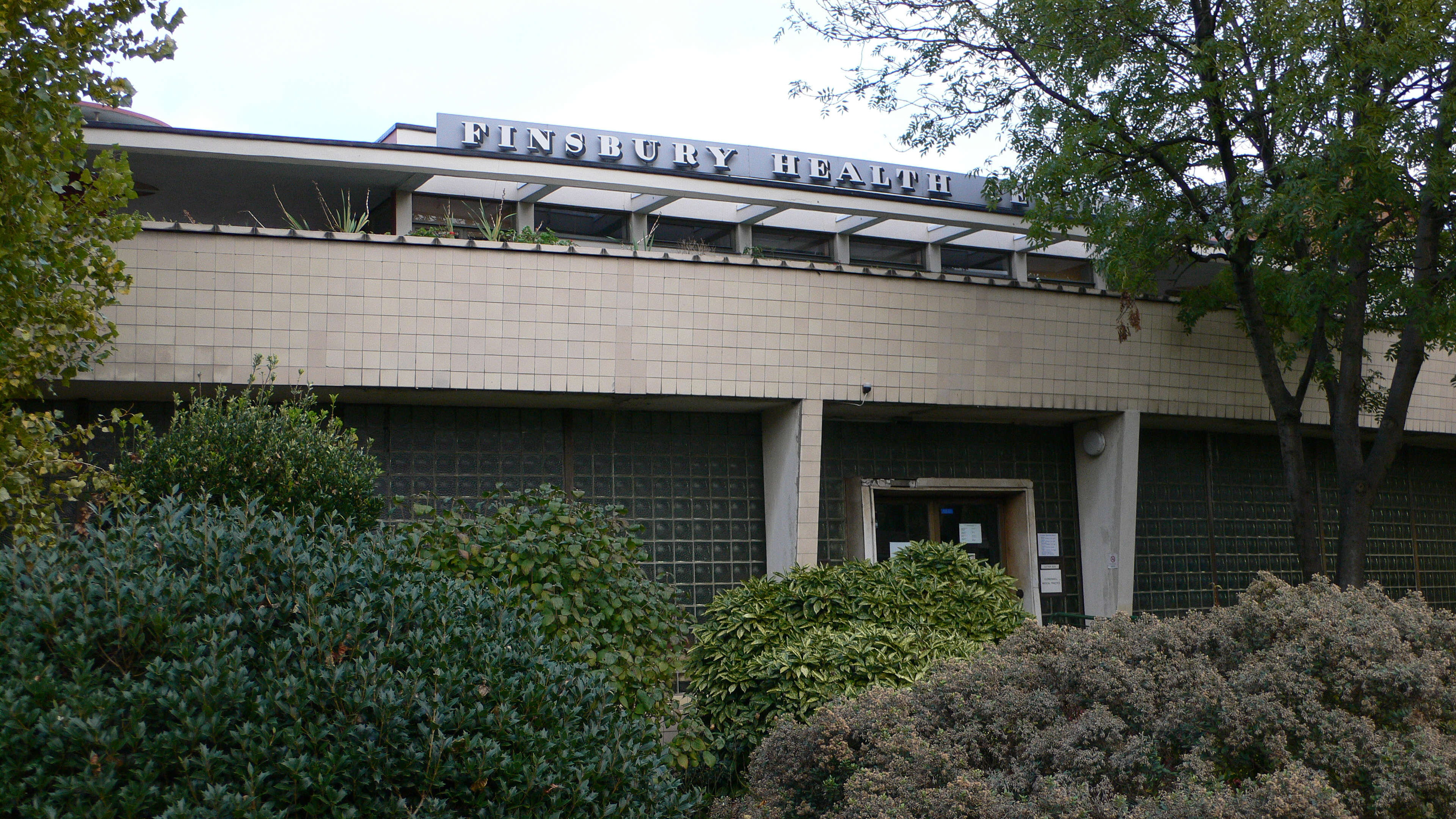
Finsbury Health Centre

Le conseil socialiste du district londonien de Finsbury est le principal commanditaire de Tecton, leur demandant un Centre de soins à Finsbury qui est achevé en 1938. La réussite de Lubetkin et Tecton à Finsbury est de concilier les ambitions esthétiques et politiques du Modernisme avec le socialisme radical de la municipalité de l'arrondissement. Le centre de soins résolvait les tensions entre les trois points des idéaux du Modernisme. Premièrement, le point social : un accès aux soins pour tous, local et gratuit (dix ans avant le NHS). Deuxièmement, politique : la politique sociale ne pouvait plus être de la charité ou juste de l'espoir mais devait plutôt être prodiguée par une autorité municipale élue démocratiquement et responsable, provisionnée par des impôts locaux. Et troisièmement, le point qui rendait le travail de Tecton unique, l'esthétique. Leurs façades carrelées, lumineuses au-dessus des taudis environnants, et leurs conceptions rationnelles revendiquaient l'idéal d'un avenir socialiste comme aboutissement rationnel du progrès ; selon les propres mots de Lubetkin, l'architecture « réclamait à grand cri un nouveau monde ».
Le modernisme de Luberkin — rien n'est trop beau pour les gens du peuple — posait un défi lancé dans les années 1930 aux classes habituées à la complaisance. Mais les plans de Tecton pour remplacer les taudis de Finsbury par des immeubles fut stoppés par le début de la guerre en 1939.
Paradoxalement la guerre amène le travail de Lubetkin d'une position radicale vers une position moyenne. Alors que la guerre s'intensifie, le gouvernement britannique devient de plus en plus un fervent à l'idée de bâtir une société plus juste après la guerre. Sur les images de propagande, l'architecture Moderniste est devenue la représentation visuelle de ce futur radieux. Abram Games (en) dessine une série d'affiches comparant les promesses du modernisme, dont un représente le Centre de soins de Finsbury, avec les réalités effroyables d'avant la guerre. Le titre sans compromission de chaque affiche est: Votre pays se bat pour ça maintenant. Un autre signe de ce changement politique est l'érection en 1941 de la statue du mémorial de Lénine. Dessiné par Lubetkin, le mémorial marque le site où a habité Lénine à Holford Square à Londres à 1902-03. Vandalisé par des groupes fascistes britanniques, une surveillance de la police doit être mise en place 24 heures sur 24.

## L'après-guerre
La victoire des socialistes après guerre est assurée par la promesse de modernité suivant la voie tracé de Tecton. Le Centre de soins de Finsbury devient un modèle de nouveau Service national de santé. Pour confirmer l'importance de la vision de Lubetkin, le Ministre de la Santé Aneurin Bevan pose à l'hiver 1946 la première pierre du Spa Green Estate de Tecton. C'est le premier d'une série de projets d'habitation pour l'agence dont Priory Green Estate et Hallfield Estate à Paddington (dirigé par Denys Lasdun). Ces projets font preuve d'un style plus décoratif avec des motifs contrastant avec le style brutaliste qui va devenir bientôt l'architecture dominante des bâtiments sociaux construits par l'État.
Lors de la plupart de ces projets, Lubetkin et Tecton travaillent en étroite collaboration avec Ove Arup pour la partie ingénierie.
En 1947 Lubetkin est choisi pour concevoir le plan d'urbanisme de la ville nouvelle de Peterlee et d'en être l'architecte en chef. Tecton sera dissous les années qui suivent. On peut lire à ce sujet dans la correspondance qu'entretenait Lubetkin avec Carl Ludwig Franck, un des membres de Tecton : « après la guerre Tecton était au mieux le fantôme de ce qu'il avait été. »
Le plan d'urbanisme de Lubetkin pour Peterlee comprend un nouveau centre municipal pour lequel il propose plusieurs tours de grande hauteur. Cependant la production des mines de charbon devait se poursuivre encore quelques années, ce qui posait un risque d'effondrement. C'est pourquoi le National Coal Bord (NCB), agence appartenant au Ministère du pétrole et de l'énergie, n'a envisagé qu'un habitat peu dense et diffus. Malgré l'étude de nombreuses options qui auraient permis à l'extraction de charbon de continuer sans empêcher le développement du plan d'urbanisme proposé, le NCB ne modifie pas ses vues. Comme Lubetkin est employé par le Ministère de l'aménagement des villes et des territoires, ceci débouche à une bataille inter-ministérielle, et malgré les tentatives de conciliation au niveau du Cabinet, les différences d'approche persistent. Frustré par ces batailles bureaucratiques non résolues, Lubetkin démissionne de son poste de planificateur de la ville nouvelle au printemps 1950. La seule trace de son implication dans la structure de Peterlee demeure dans les formes paraboliques opposées et contiguës de la disposition de la route de Thorntree Gill.
Lubetkin retournd à Finsbury pour terminer (en collaboration avec Francis Skinner et Douglas Bailey) son dernier projet pour l'arrondissement. Nommé dans un premier temps Lenin Court, les plans de la maison devaient incorporer le Mémorial de Lénine qu'avait dessiné Lubetkin. L'austérité d'après-guerre imposd des contraintes budgétaires bien plus grandes que pour leur chef-d'œuvre de Spa Green Estate, forçant Lubetkin à défaire le projet de ses équipements de base initialement prévus ; il n'y avait plus ni balcon, ni centre communautaire, ni école maternelle. Lubetkin concentrd alors son énergie sur les espaces sociaux. Fusionnant les préoccupations esthétiques et sociales, il créd une magnifique cage d'escalier constructiviste – un condensateur social qui forme le cœur du bâtiment.
Mais ces plans montrent un renversement dans la politique de la ville britannique. Pour économiser, Luberkin réussit à utiliser en masse les planchers et les parois préfabriqués. Mais cette diminution des prestations sociales imposées aux architectes par des budgets réduits serait répétée au Royaume-Uni tout au long de l'après-guerre avec des conséquences désastreuses. De plus, derrière ce contrôle des architectes il y a une déclaration politique. Avant que le bâtiment ne soit terminé, la guerre froide s'est intensifiée, amenant à renommer le projet Bevin Court (honorant ainsi Ernest Bevin, ministre des affaires étrangères britannique et grand anti-communiste). Par provocation, Lubetkin enterre son mémorial à Lénine sous le cœur de sa cage d'escalier centrale. Depuis lors il soutient le cœur social du bâtiment, attendant peut-être des jours meilleurs. 
L'œuvre de Tecton a aussi une grande influence sur le Festival of Britain Cependant les efforts de Lubetkin auprès de Conseil régional de Londres (les autorités responsables des bâtiments du festival) pour y participer sont rabroués.
Déçu, Lubetkin séjourne de plus en plus dans la ferme du Gloucestershire qu'il dirige depuis le début de la Seconde Guerre mondiale. Bien qu'il échoue à plusieurs concours durant les années 1950, il dessine (encore uns fois avec Bailey et Skinner) trois grandes opérations de logements sociaux à Bethnal Green (aujourd'hui Tower Hamlets). Ces projets, le Cranbrook Estate, le Dorset Estate (avec la tour Sivill House) et le Lakeview Estate, font tous un usage croissant de panneaux préfabriqués tout en développant un vocabulaire de façades abstraites compliquées et de cages d'escalier constructivistes établi dans les années 1940.

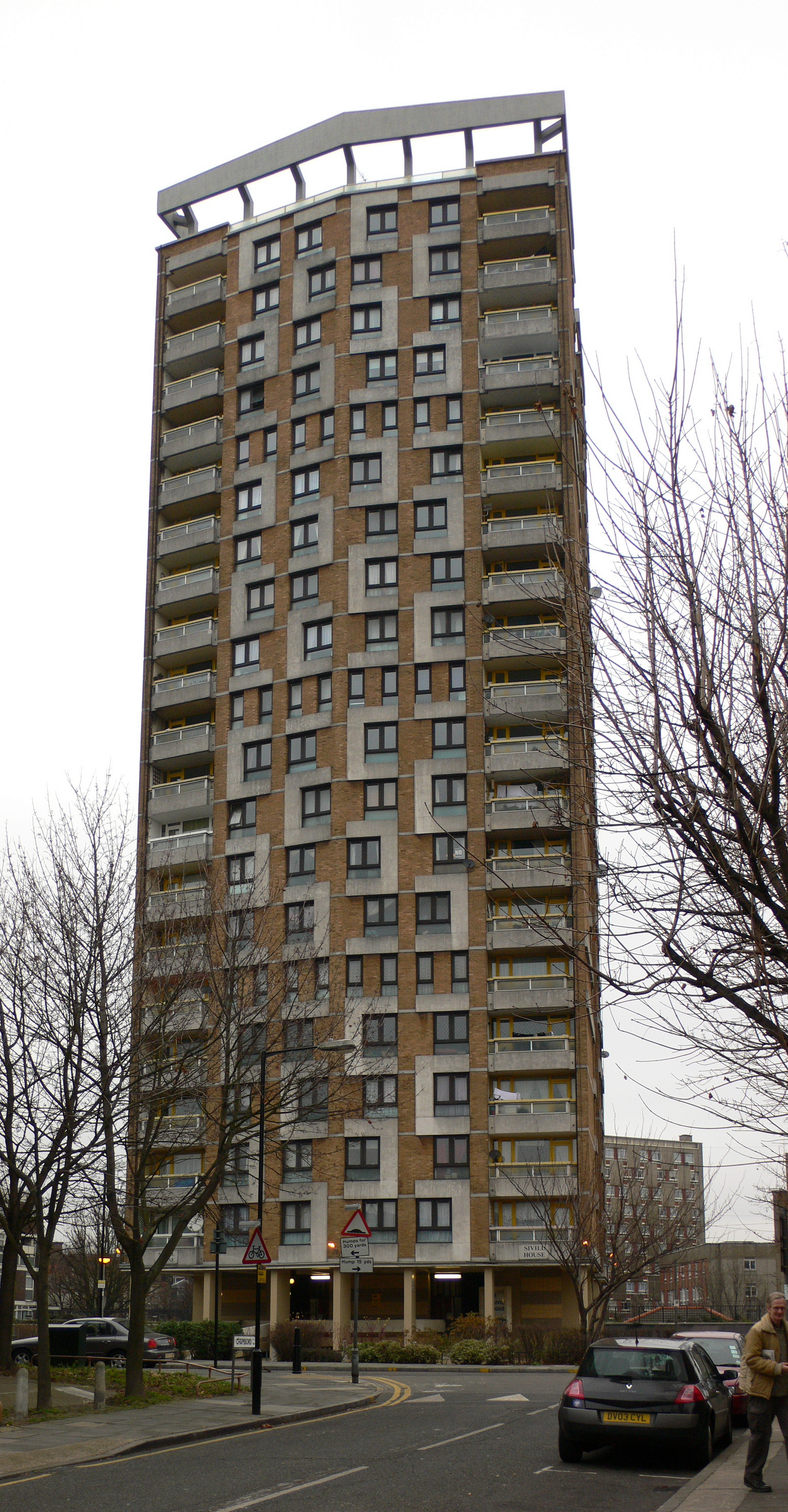
Sivill House

Finalement Lubetkin déménage à Bristol où il vit avec sa femme. À la fin de sa vie il mène le combat pour protéger le site du pont de Clifton construit par Isambard Brunel. Pour lui, Brunel incarne l'esprit du progrès technologique qui l'a surtout attiré au Royaume-Uni. En 1982 Lubetkin est récompensé de la Royal Gold Medal du RIBA. Il meurt à Bristol en 1990. Lubetkin est l'objet d'une exposition au Design Museum en 2005. Sa fille, Louise Kehoe, publie en 1995 un mémoire primé montrant des détails jusque-là inconnus des années de jeunesse de Lubetkin.

## Architectes ayant été associés à Lubetkin
- Ove Arup
- Marcel Breuer
- Wells Coates
- Carl Ludwig Franck (en)
- Denys Lasdun
- Douglas Bailey
- Francis Skinner (en)
- Jean Ginsberg